# Green-Kubo-Relationen
Die Green-Kubo-Relationen (nach Melville S. Green und Ryōgo Kubo) sind exakte mathematische Relationen für Transportkoeffizienten {\displaystyle \gamma } und haben die Form eines Integrals über die Zeit, wobei der Integrand eine Zeit-Autokorrelationsfunktion ist:
{\displaystyle \gamma =\int _{0}^{\infty }\langle {\dot {A}}(t){\dot {A}}(0)\rangle \mathrm {d} t}.
Sie sind Bestandteil des Kubo-Formalismus.